# Schweriner Fernsehturm
Der Schweriner Fernsehturm ist ein 116 Meter hoher Sendeturm in Stahlbetonbauweise (vormals 136 Meter) im Stadtteil Neu Zippendorf der mecklenburg-vorpommerschen Landeshauptstadt Schwerin.

## Geschichte

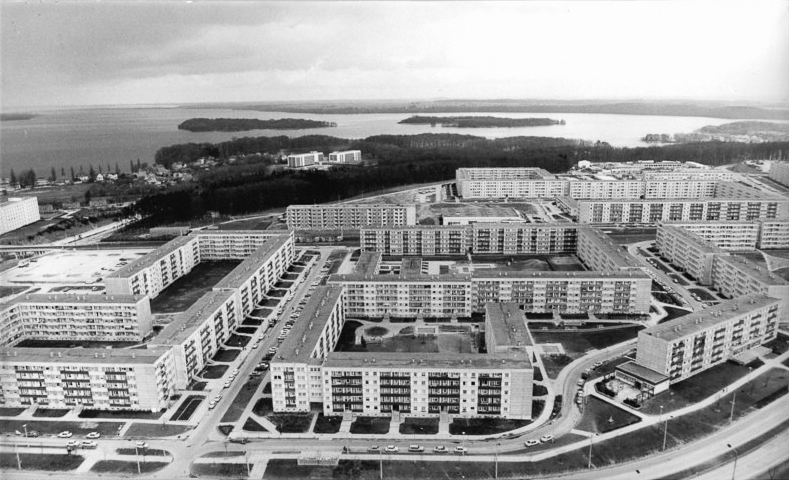
Blick vom Fernsehturm über den Großen Dreesch zum Schweriner See (1985)

Noch bevor ab 1971 das Plattenbaugebiet Großer Dreesch entstand, begann man 1957 mit dem Aufbau einer Funksendestelle in dem einstigen Waldgebiet des Stadtteils Zippendorf. Zweck dieser Einrichtung und weiterer in dieser Zeit entstandener Sendetürme in der DDR war der Aufbau eines Richtfunknetzes und die Abstrahlung des zweiten Fernsehprogramms des DDR-Fernsehens. Neben dem 1964 eröffneten, von Günther Kollmann (VEB IPRO Berlin) geplanten Fernsehturm entstanden der 273 Meter hohe Sendemast, über welchen bereits 1957 der Deutsche Fernsehfunk und UKW-Programme ausgestrahlt wurden, die Technik und die Verwaltungsgebäude. Seit dem 1. Juli 1964 waren die Aussichtsplattform und das Turmcafé der Öffentlichkeit zugänglich. Die Sendetechnik war in den Etagen unter dem Café untergebracht.
1971 wurde der Stahlgittermast an der Spitze des Turmes durch einen Zylinder aus Glasfaserpolyester (GFP) ersetzt. Nach der Wende ging der Funkbetrieb von der Deutschen Post der DDR an die Deutsche Bundespost über. Zu dieser Zeit wurden umfangreiche Umbau- und Sanierungsarbeiten am Bauwerk und der Technik notwendig, die Vorrang vor der gastronomischen Nutzung hatten, weswegen auch das Turmcafé von 1991 bis zum 28. November 1999 geschlossen war. Danach wurde ein besonderes Restaurant mit guter Aussicht auf die Schweriner Seenlandschaft durch die Melzer-Schwestern bis zum 25. November 2017 betrieben. Seit 2017 ist der Turm für die Öffentlichkeit geschlossen.
Heutiger Betreiber ist die Telekom-Tochter Deutsche Funkturm GmbH. Die Funkdienste werden von den verschieden (Kommunikations) Firmen selbst verantwortet. Diese mieten sich in das Objekt ein.

## Bauwerk und technische Daten
Der im Gleitschalverfahren errichtete Schweriner Fernsehturm hat im Unterschied zu den meisten anderen Fernsehtürmen keinen kreisrunden, sondern einen Querschnitt in der Form eines Reuleaux-Dreiecks. Auch sein Turmkorb, in dem sich unter anderem das Restaurant befand, hat keine kreisrunde Form, sondern übernimmt die Form des Schaftes. Der Turm besteht aus Stahlbeton, der Aufsetzmast besteht aus einem 11,04 m langen Stahlmast und darauf einem 9,68 m langen Zylinderaufsatz aus glasfaserverstärktem Polyester. Im August 2025 soll der GFK-Aufsatz demontiert werden. Die Höhe des Turmes wird dann 116 m betragen, dann ist der Schweriner Dom wieder das höchste Bauwerk der Stadt. Die Turmkanzel ist mit Aluminium verkleidet. Das Fundament liegt 71,5 Meter über dem Meeresspiegel und hat bis in eine Tiefe von 1,6 Metern einen Durchmesser von 12,6 Metern, bis 4,9 Metern Tiefe einen Durchmesser von 26 Metern und bis zu sechs Metern unter der Erde wieder einen Durchmesser von 12,6 Metern.
Auf dem Turm gibt es sechs Techniketagen in 75 bis 93,75 Metern Höhe und fünf Antennenplattformen in 60, 78,5, 82,5, 90 und 93,75 Metern. Der Aussichtsumgang befindet sich 97,5 Meter, das Café 100,8 Meter und die Maschinenräume 104,5 Meter über dem Boden. Die Wandstärke des Schafts beträgt bis in 20 Meter Höhe 33 Zentimeter und bis in 106,7 Meter 23 Zentimeter, der Schaftdurchmesser misst 12,6 Meter.
Neben der Verwendung für den Richtfunk nutzen auch Funkamateure den Turm für eine ATV-Relaisstation im 23-Zentimeter-Band.

### Sender Schwerin-Zippendorf
In unmittelbarer Nähe des Fernsehturms befindet sich ein zweiter Antennenträger (Stahlrohrmast) der Deutsche Funkturm GmbH, ein 273 Meter hoher, abgespannter und geerdeter Sendemast (53° 35′ 31″ N, 11° 27′ 19,8″ O). Nur von diesem Mast werden derzeit DAB+ sowie UKW-Hörfunk- und DVB-T2 HD Fernsehprogramme abgestrahlt. Dieser wird auch als Sender Schwerin-Zippendorf bezeichnet. Zu Zeiten der Deutschen Bundespost und Telekom intern wird die Sendestelle als Schwerin 4/41 bezeichnet.

## Galerie

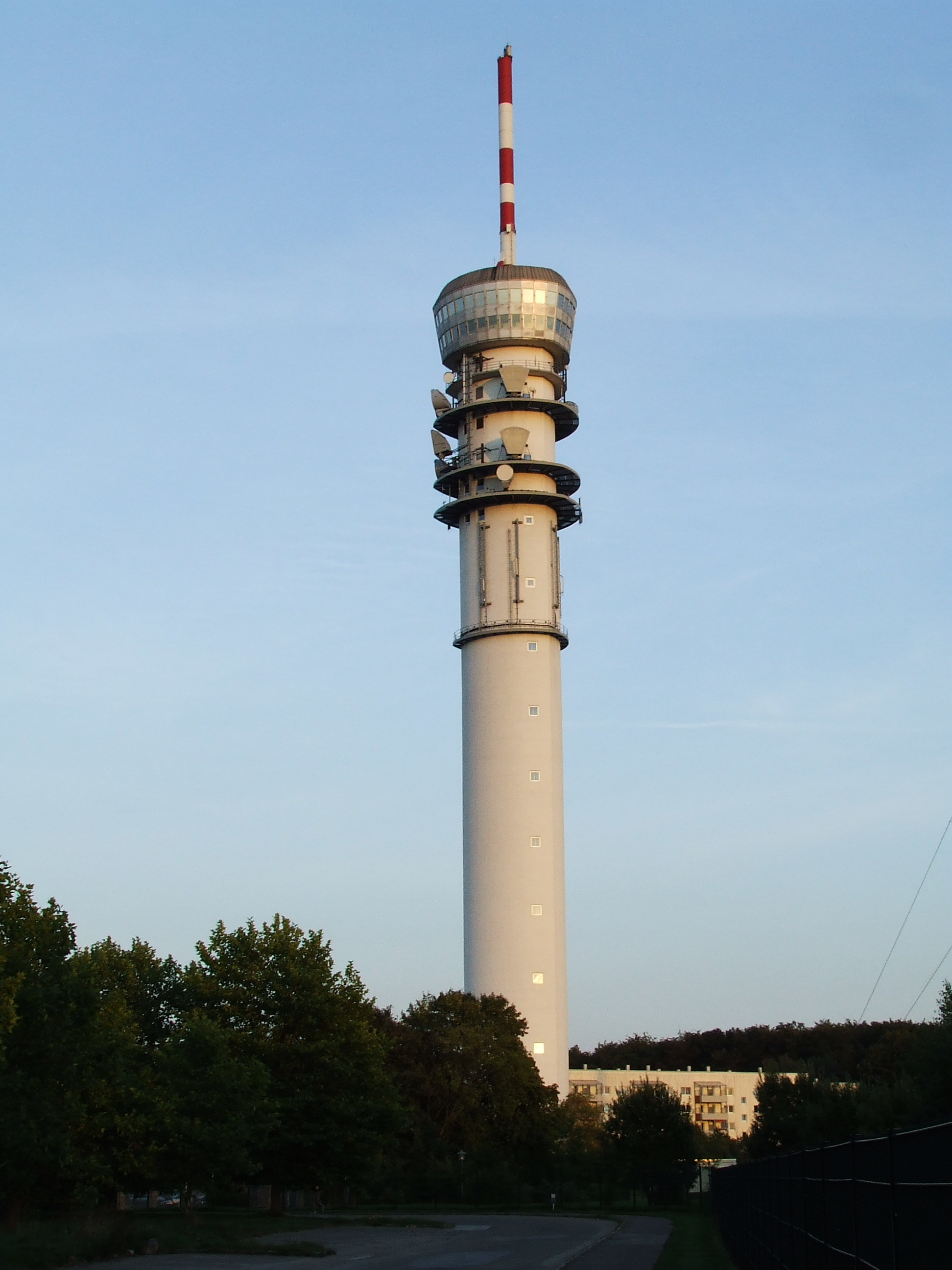
Schweriner Fernsehturm
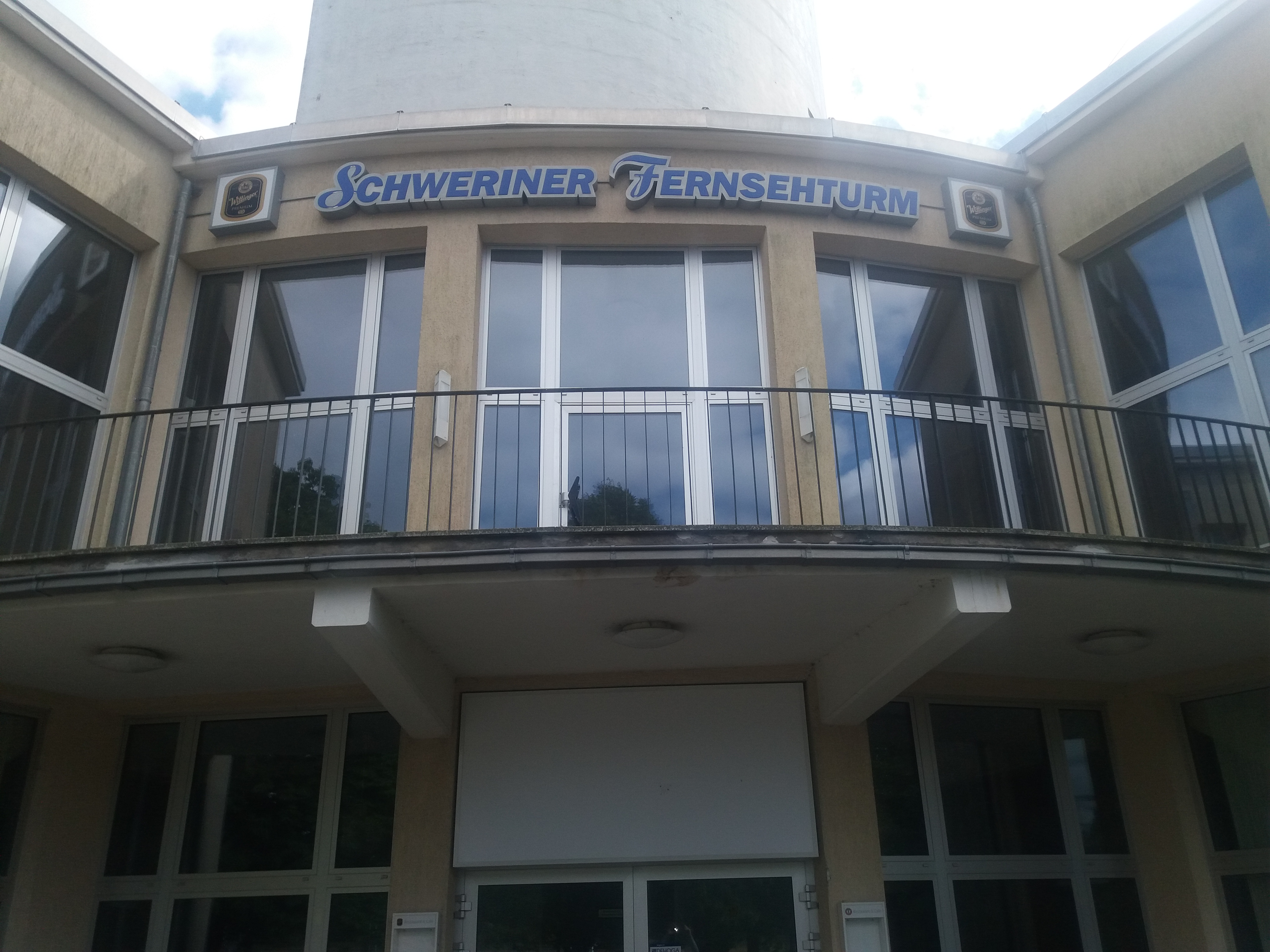
Eingang Schweriner Fernsehturm
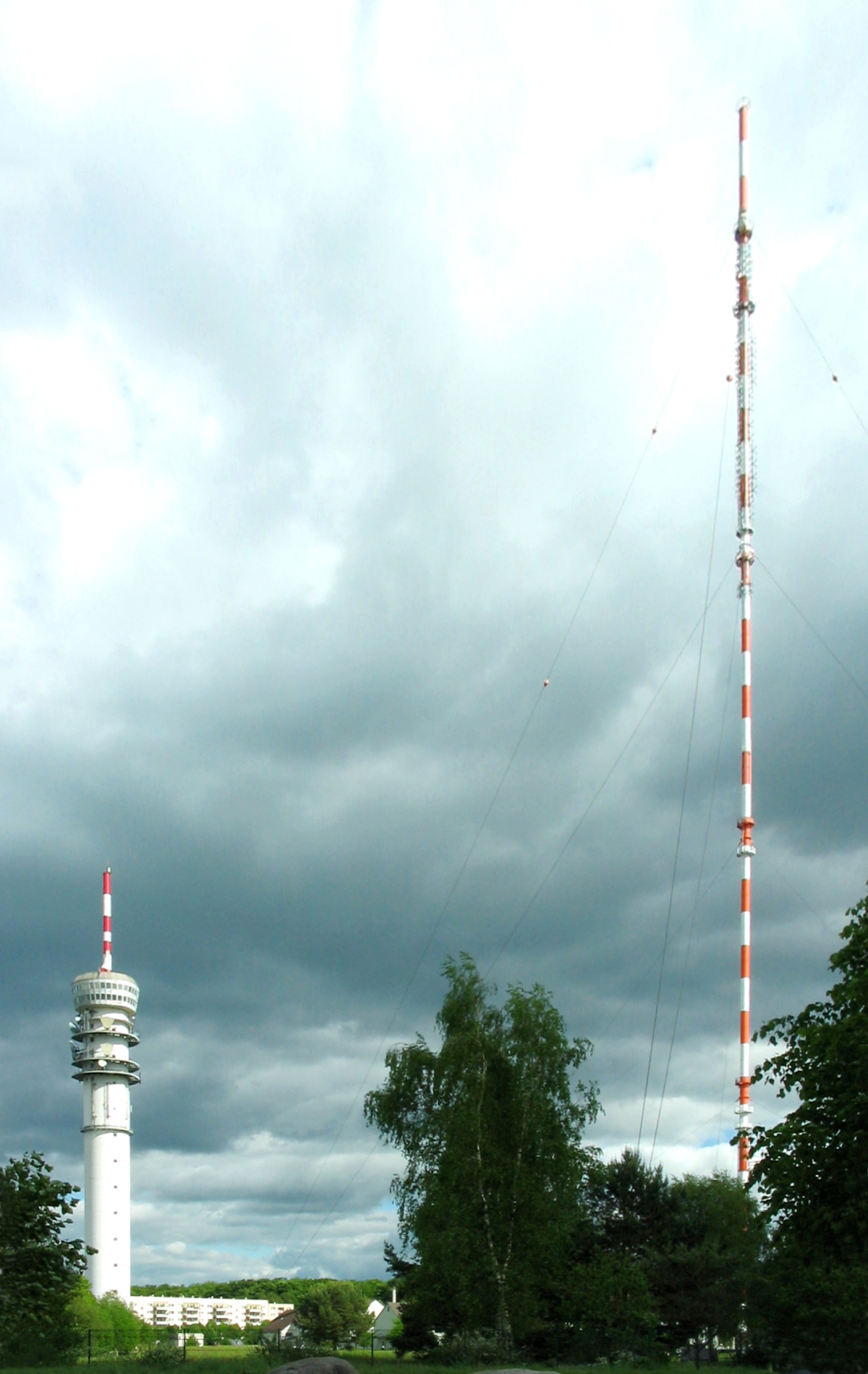
Fernsehturm und Sendemast
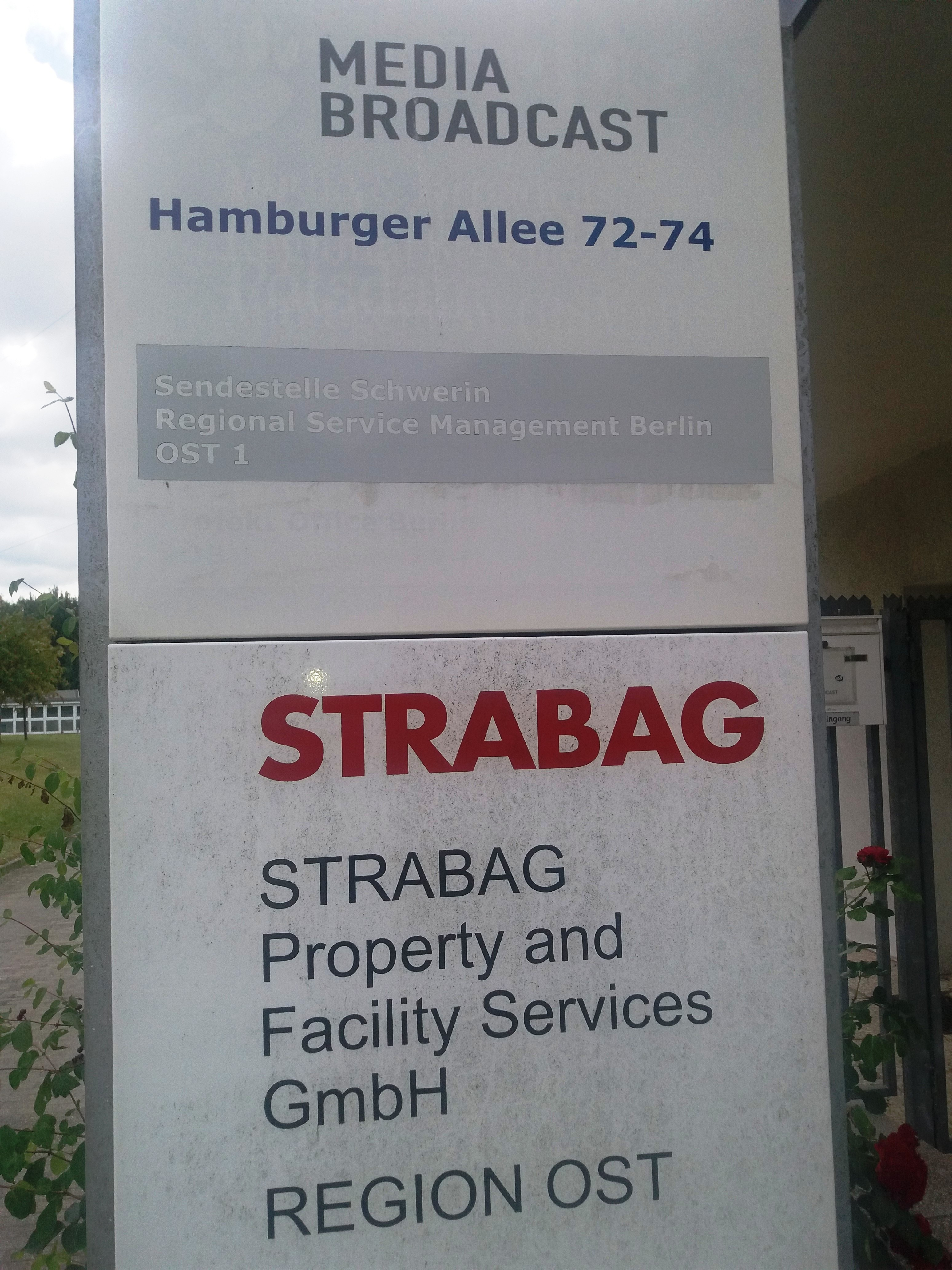
Betreiber Media Broadcast Ost

## Frequenzen und Programme

### Analoger Hörfunk (UKW)
| Frequenz (MHz) | Programm                     | RDS PS            | RDS PI                | Regionalisierung       | ERP (kW) | Antennen- diagramm rund (ND)/ gerichtet (D) | Polarisation horizontal (H)/vertikal (V) |
| -------------- | ---------------------------- | ----------------- | --------------------- | ---------------------- | -------- | ------------------------------------------- | ---------------------------------------- |
| 89,2           | NDR Kultur                   | NDR_Kult          | D383                  | –                      | 30       | D (50–310°)                                 | H                                        |
| 90,1           | Schlager Radio (Deutschland) | Schlager          | 1735                  | Mecklenburg-Vorpommern | 0,8      | D (310–330°)                                | H                                        |
| 92,8           | NDR 1 Radio MV               | NDR1_SN, NDR_1_MV | D471 (regional), D371 | Schwerin               | 30       | D (50–310°)                                 | H                                        |
| 95,3           | Deutschlandfunk Kultur       | Dlf_Kult          | D220                  | –                      | 100      | D (60–300°)                                 | H                                        |
| 98,5           | NDR 2                        | _NDR_2__          | D382                  | Mecklenburg-Vorpommern | 100      | ND                                          | H                                        |
| 99,5           | N-Joy                        | _N-JOY__          | D385                  | –                      | 2        | D (310–180°, 210–280°)                      | H                                        |
| 101,3          | 80s80s MV                    | _80s80s_/80s80s_W | D378                  | West                   | 100      | D (210–180°)                                | H                                        |
| 102,9          | Radio Teddy                  | _Radio__/_Teddy__ | 1B2E                  | Mecklenburg-Vorpommern | 0,16     | D (310–30°, 70–260°)                        | H                                        |
| 103,9          | Radio Paradiso               | PARADISO          | DA7A                  | –                      | 0,2      | D (310–330°)                                | H                                        |
| 105,3          | NDR Info                     | NDR_Info          | D384                  | Mecklenburg-Vorpommern | 100      | D (50–300°)                                 | H                                        |
| 106,3          | Deutschlandfunk              | Dlf___            | D210                  | –                      | 2        | D (310–180°, 210–260°)                      | H                                        |
| 107,3          | Ostseewelle                  | _OSTSEE_          | D379                  | West                   | 100      | D (50–270°)                                 | H                                        |

### Digitales Radio (DAB / DAB+)
Digitaler Hörfunk im DAB+-Standard wird seit dem 22. November 2011 ausgestrahlt. Die Verbreitung erfolgt in vertikaler Polarisation im Gleichwellennetz (Single Frequency Network) mit anderen Sendern. Ergänzend zum Programmangebot des Norddeutschen Rundfunks ist der erste bundesweite Multiplex am 16. Dezember 2011 und der von Antenne Deutschland betriebene zweite Multiplex am 18. Mai 2021 hinzugekommen. Seit diesem Zeitpunkt ist auch eine neue DAB+ Sendeantenne in ca. 250 m Höhe aktiv.
| Block                        | Programme (Datendienste) | ERP (kW) | Antennen- diagramm rund (ND)/ gerichtet (D) | Gleichwellennetz (SFN) |
| ---------------------------- | --- | -------- | ------------------------------------------- | --- |
| 5C DR Deutschland (D__00188) | DAB+ Block der Media Broadcast: - Absolut relax (72 kbps) - Dlf (104 kbps) - Dlf Kultur (112 kbps) - Dlf Nova (104 kbps) - DRadio DokDeb (48 kbps) - Energy Digital (72 kbps) - ERF Plus (64 kbps) - Klassik Radio (72 kbps) - Radio Bob (72 kbps) - Radio Horeb (48 kbps) - Radio Schlagerparadies (64 kbps) - Schwarzwaldradio (64 kbps) - sunshine live (72 kbps) - DRadio Daten (32 kbps Daten) - EPG Deutschland (16 kbps Daten) - TPEG (16 kbps Daten) - TPEG_MM (16 kbps Daten) | 8        | D (20–320°)                                 | - Baden-Württemberg: Aalen, Baden-Baden (Fremersberg), Bad Mergentheim, Blauen, Brandenkopf, Donaueschingen, Feldberg im Schwarzwald, Freiburg (Vogtsburg-Totenkopf), Geislingen (Oberböhringen), Großerlach (Hohe Brach), Heidelberg (Königstuhl), Heilbronn (Schweinsberg), Hochrhein (Rickenbach), Hornisgrinde, Pforzheim (Schömberg-Langenbrand), Raichberg, Ravensburg (Höchsten), Reutlingen, Stuttgart (Frauenkopf), Ulm (Kuhberg) - Bayern: Amberg (Hirschau), Aschaffenburg (Pfaffenberg), Augsburg (Hotelturm), Bad Tölz (Gaißach), Balderschwang, Bamberg (Geisberg), Büttelberg, Brotjacklriegel, Dillberg, Grünten, Herzogstand, Hochberg (Traunstein), Hoher Bogen, Inntal (Ebbs), Ingolstadt (Gelbelsee), Kreuzberg/Rhön, Landshut (Altdorf), München (Olympiaturm), Nennslingen (Büchelberg), Nürnberg, Oberammergau, Ochsenkopf, Passau, Pfänder, Pfaffenhofen, Pfarrkirchen, Pfronten, Regensburg (Hohe Linie), Unterringingen, Untersberg, Wendelstein (Bayrischzell), Würzburg (Frankenwarte) - Berlin: Berlin (Alexanderplatz), Berlin (Scholzplatz) - Brandenburg: Bad Belzig, Booßen, Brandenburg/Havel, Calau, Casekow, Cottbus, Eberswalde (geplant), Eisenhüttenstadt, Neuruppin (geplant), Petkus, Pritzwalk, Templin - Bremen: Bremen (Walle), Bremerhaven-Schiffdorf - Hamburg: Hamburg (Moorfleet), Hamburg (Heinrich-Hertz-Turm) - Hessen: Bad Hersfeld (Rimberg), Biedenkopf (Sackpfeife), Fulda (Hummelskopf), Frankfurt (Europaturm), Gelnhausen (Schnepfenkopf), Gießen (Dünsberg), Großer Feldberg, Hardberg, Hohe Wurzel, Hoher Meißner, Kassel (Habichtswald), Mainz-Kastel - Mecklenburg-Vorpommern: Garz (Rügen), Güstrow, Malchin, Neubrandenburg-Süd, Neustrelitz (geplant), Rostock (Toitenwinkel), Röbel, Schwerin (Zippendorf-Gr.Dreesch), Torgelow, Wismar/Rüggow, Züssow - Niedersachsen: Aurich-Popens, Braunschweig (Broitzem), Braunschweig (Drachenberg), Cuxhaven-Stadt, Dannenberg, Göttingen (Bovenden-Osterberg), Hannover (Telemax), Lingen, Lüneburg-Neu Wendhausen, Molbergen-Peheim, Osnabrück (Bramsche-Schleptruper Egge), Hildesheim (Sibbesse), Steinkimmen, Uelzen, Visselhövede, Wilhelmshaven - Nordrhein-Westfalen: Aachen (Karlshöhe), Bergneustadt-Wiedenest (R), Bielefeld (Hünenburg), Bonn (Venusberg), Dortmund (Florianturm), Düsseldorf (Rheinturm), Eggegebirge, Herscheid, Hochsauerland (Hunau), Hürtgenwald-Großhau, Köln (Colonius), Langenberg, Lügde-Rischenau (Köterberg), Meschede (geplant), Minden (Jakobsberg), Münster (Fernmeldeturm), Schöppingen, Siegen-Süd, Wesel - Rheinland-Pfalz: Bad Kreuznach (Schanzenkopf), Bad Marienberg (Westerwald), Bornberg, Daun (Eifel), Edenkoben (Kalmit), Heckenbach-Schöneberg (Ahrweiler), Haardtkopf (geplant), Idar-Oberstein, Kaiserslautern, Kettrichhof, Koblenz (Kühkopf), Schnee-Eifel (geplant), Trier (Petrisberg) - Saarland: Merzig-Merchingen, Saarbrücken (Schoksberg) - Sachsen: Chemnitz, Dresden, Geyer, Leipzig, Löbau, Neustadt, Freiberg (Niederschöna), Oschatz, Schöneck, Zwickau Ost - Sachsen-Anhalt: Brocken, Burg, Dequede, Petersberg, Pettstädt (Weißenfels), Schneidlingen, Wittenberg - Schleswig-Holstein: Bungsberg, Bredstedt, Flensburg, Garding, Heide, Helgoland, Hennstedt, Itzehoe, Kiel (Kronshagen), Lübeck (Stockelsdorf), Schleswig, Niebüll (Süderlügum), Westerland (Sylt) - Thüringen: Bleßberg (Sonneberg), Erfurt-Hochheim, Gera, Inselsberg, Jena (Oßmaritz), Kulpenberg, Lobenstein (Sieglitzberg), Saalfeld (Remda), Weimar (Ettersberg) |
| 5D Antenne DE (D__00364)     | DAB-Block von Antenne Deutschland: - 80s80s (72 kbps) - 90s90s (72 kbps) - Absolut Bella (72 kbps) - Absolut Germany (72 kbps) - Absolut Hot (72 kbps) - Absolut Oldie (72 kbps) - Absolut Top 2000er (72 kbps) - AIDAradio (72 kbps) - Ballermann Radio (72 kbps) - Beats Radio (72 kbps) - Brillux Radio (72 kbps) - Nostalgie (72 kbps) - Oldie Antenne (72 kbps) - RTL Radio (72 kbps) - Rock Antenne (72 kbps) - Toggo Radio (72 kbps)                                            | 8        | D (20–320°)                                 | - Bayern: Amberg (Hirschau), Bamberg (Geisberg), Ingolstadt (Gelbelsee), Kreuzberg/Rhön, Nürnberg, Ochsenkopf, Pfaffenhofen, Regensburg (Hohe Linie), Würzburg (Frankenwarte) - Berlin: Berlin (Alexanderplatz), Berlin (Scholzplatz) - Brandenburg: Casekow, Cottbus, Pritzwalk - Bremen: Bremen (Walle) - Hamburg: Hamburg (Heinrich-Hertz-Turm) - Mecklenburg-Vorpommern: Rostock (Toitenwinkel), Schwerin (Zippendorf-Gr.Dreesch), Züssow - Niedersachsen: Braunschweig (Broitzem), Cuxhaven-Stadt, Göttingen (Bovenden-Osterberg), Hannover (Telemax), Hildesheim (Sibbesse/Griesberg), Lüneburg-Neu Wendhausen, Molbergen-Peheim, Osnabrück (Bramsche-Schleptruper Egge), Visselhövede - Nordrhein-Westfalen: Bielefeld (Hünenburg), Minden (Jakobsberg) - Sachsen: Dresden, Geyer, Leipzig, Löbau/Schafberg, Oschatz, Schöneck - Sachsen-Anhalt: Brocken, Burg, Petersberg, Wittenberg - Schleswig-Holstein: Flensburg, Heide, Kiel (Kronshagen), Lübeck (Stockelsdorf) - Thüringen: Erfurt-Hochheim, Gera, Inselsberg, Jena (Oßmaritz), Kulpenberg, Lobenstein (Sieglitzberg), Weimar (Ettersberg) |
| 12B NDR MV SN (D__00277)     | DAB+ Block des Norddeutschen Rundfunks - NDR 1 MV SN (Schwerin) (104 kbps) - NDR 2 MV (104 kbps) - NDR Kultur (104 kbps) - NDR Info MV (104 kbps) - N-Joy (104 kbps) - NDR Blue (104 kbps) - NDR Schlager (104 kbps) - NDR Info Spezial (104 kbps) - NDR BWS - NDR TPEG | 10       | D (20–320°)                                 | Bennin, Karenz/Dömitz, Grevesmühlen-Hamberge, Marnitz (Ruhner Berge), Schwerin (Zippendorf-Gr.Dreesch), Wismar, Zehna |

### Digitales Fernsehen (DVB-T2)
Die DVB-T2-Ausstrahlungen sind im Gleichwellenbetrieb (Single Frequency Network) mit anderen Standorten. Die öffentlich-rechtlichen Sender sind frei empfangbar, die Privatsender werden, größtenteils verschlüsselt, über die DVB-T2 Plattform freenet TV ausgestrahlt.
| Kanal | Frequenz (MHz) | Multiplex                                   | Programme im Multiplex | ERP (kW) | Antennendiagramm rund (ND)/ gerichtet (D) | Polarisation horizontal (H) / vertikal (V) | Modulationsverfahren | FEC | Guardintervall | Bitrate (MBit/s) | Gleichwellennetz (SFN)                                                      |
| ----- | -------------- | ------------------------------------------- | --- | -------- | ----------------------------------------- | ------------------------------------------ | -------------------- | --- | -------------- | ---------------- | --------------------------------------------------------------------------- |
| 24    | 498            | freenet TV                                  | - ProSieben HD - Sat.1 HD - kabel eins HD - ProSieben Maxx HD - Sat.1 Gold HD - sixx HD - sport1 HD | 50       | ND                                        | H                                          | 64-QAM (32-k-Modus)  | 2/3 | 1/16           | 27,6             | Schwerin-Zippendorf, Rostock-Toitenwinkel                                   |
| 26    | 514            | freenet TV                                  | - WELT HD - DMAX HD - Eurosport1 HD - Disney Channel HD - nick HD / CC +1 HD - VOXup HD - bibel.TV (FTA) - QVC (FTA) - QVC 2 (FTA) - HSE24 (FTA) - 123.live (FTA) - Shop LC (FTA) | 50       | ND                                        | H                                          | 64-QAM (32-k-Modus)  | 2/3 | 1/16           | 27,6             | Schwerin-Zippendorf, Rostock-Toitenwinkel                                   |
| 36    | 594            | ARD Digital                                 | - Das Erste HD - phoenix HD - arte HD - tagesschau24 HD - one HD Radio: - NDR Blue - NDR Info Spezial - NDR Kultur - NDR Schlager | 32       | ND                                        | H                                          | 64-QAM (16-k-Modus)  | 1/2 | 19/128         | 18,2             | Schwerin-Zippendorf, Rostock-Toitenwinkel, Garz(Rügen), Heringsdorf(Usedom) |
| 44    | 658            | freenet TV                                  | - RTL HD - RTL II HD - Super RTL HD - VOX HD - n-tv HD - RTL Nitro HD - Tele 5 HD | 50       | ND                                        | H                                          | 64-QAM (32-k-Modus)  | 2/3 | 1/16           | 27,6             | Schwerin-Zippendorf, Rostock-Toitenwinkel                                   |
| 46    | 674            | Gemischter Multiplex von ZDF und freenet TV | - ZDF HD - 3sat HD - KiKa HD - ZDFneo HD - ZDFinfo HD - freenet TV connect (HbbTV-Dienst mit mehreren Streams) | 50       | ND                                        | H                                          | 64-QAM (16-k-Modus)  | 3/5 | 19/128         | 22               | Schwerin-Zippendorf, Rostock-Toitenwinkel, Garz(Rügen), Heringsdorf(Usedom) |
| 29    | 538            | ARD regional (NDR)                          | - NDR Fernsehen HD (Mecklenburg-Vorpommern) - WDR Fernsehen (Köln) HD / NDR HD (Niedersachsen)(zeitw.) - rbb Fernsehen Brandenburg HD - MDR Fernsehen (Sachsen-Anhalt) HD / NDR HD (Schleswig-Holstein)(zeitw.) - BR Fernsehen Süd HD / NDR HD (HH)(zeitw.) Radio: - N-Joy - NDR 1 MV SN - NDR 2 - NDR Info | 32       | ND                                        | H                                          | 64-QAM (16-k-Modus)  | 1/2 | 19/128         | 18,2             | Schwerin-Zippendorf, Rostock-Toitenwinkel, Garz(Rügen), Heringsdorf(Usedom) |

Bis zum 25. April 2017 war folgender DVB-T-Nachlauf zu empfangen:
| Kanal | Frequenz (MHz) | Multiplex       | Programme im Multiplex                      | ERP (kW) | Antennendiagramm rund (ND)/ gerichtet (D) | Polarisation horizontal (H) / vertikal (V) | Modulationsverfahren | FEC | Guardintervall | Bitrate (MBit/s) | Gleichwellennetz (SFN) |
| ----- | -------------- | --------------- | ------------------------------------------- | -------- | ----------------------------------------- | ------------------------------------------ | -------------------- | --- | -------------- | ---------------- | ---------------------- |
| 53    | 730            | NDR (DVB-T alt) | - Das Erste - NDR FS MVP - NDR FS NDS - ZDF | 20       | ND                                        | H                                          | 16-QAM (8-k-Modus)   | 2/3 | 1/4            | 13,27            | Schwerin-Zippendorf    |

### Digitales Fernsehen (DVB-T)
Bis zum 28. März 2017 wurden folgende DVB-T-Pakete ausgestrahlt:
| Kanal | Frequenz (in MHz) | Multiplex                 | Programme im Multiplex                                                                                        | ERP (in kW) | Antennen- diagramm rund (ND)/ gerichtet (D) | Polarisation horizontal (H)/ vertikal (V) | Fernsehnorm DVB-T/DVB-T2 | Modulations- verfahren | Video- kompression | FEC | Guard- intervall | Bitrate [MBit/s] | SFN mit                                   |
| ----- | ----------------- | ------------------------- | --- | ----------- | ------------------------------------------- | ----------------------------------------- | ------------------------ | ---------------------- | ------------------ | --- | ---------------- | ---------------- | ----------------------------------------- |
| 26    | 514               | ARD Digital (NDR-Bouquet) | - Das Erste - NDR Fernsehen Mecklenburg-Vorpommern - rbb Fernsehen Brandenburg - MDR Fernsehen Sachsen-Anhalt | 50          | ND                                          | H                                         | DVB-T                    | 16-QAM                 | MPEG-2             | 2/3 | 1/4              | 13,27            | Schwerin-Zippendorf, Rostock-Toitenwinkel |
| 53    | 730               | ZDFmobil                  | - ZDF - 3sat - ZDFinfo - KiKA (06–21 Uhr) / ZDFneo (21–06 Uhr)                                                | 50          | ND                                          | H                                         | DVB-T                    | 16-QAM                 | MPEG-2             | 2/3 | 1/4              | 13,27            | Schwerin-Zippendorf                       |

Vom 31. Mai 2016 bis zum 28. März 2017 wurde ein (DVB-T2)-Multiplex-Kanal abgestrahlt. Die öffentlich-rechtlichen Sender waren frei empfangbar, die Privatsender wurden verschlüsselt über die DVB-T2 Plattform freenet TV ausgestrahlt.
| Kanal | Frequenz (in MHz) | Multiplex       | Programme im Multiplex                                          | ERP (in kW) | Antennen- diagramm rund (ND)/ gerichtet (D) | Polarisation horizontal (H)/ vertikal (V) | Fernsehnorm DVB-T/DVB-T2 | Modulations- verfahren | Video- kompression | FEC | Guard- intervall | Bitrate [MBit/s] | SFN mit                                   |
| ----- | ----------------- | --------------- | --------------------------------------------------------------- | ----------- | ------------------------------------------- | ----------------------------------------- | ------------------------ | ---------------------- | ------------------ | --- | ---------------- | ---------------- | ----------------------------------------- |
| 55    | 746               | DVB-T2 Pilotmux | - Das Erste HD - ZDF HD - RTL HD - VOX HD - SAT 1 HD - PRO 7 HD | 50          | ND                                          | H                                         | DVB-T2                   | 64-QAM                 | HEVC               | 2/3 | 1/16             | 27,60            | Schwerin-Zippendorf, Rostock-Toitenwinkel |

### Analoges Fernsehen
Bis zur Umstellung auf DVB-T am 6. Dezember 2005 wurden folgende Programme in der Fernsehnorm B/G PAL gesendet:
| Kanal | Frequenz (MHz) | Programm                               | ERP (kW) | Sendediagramm rund (ND)/ gerichtet (D) | Polarisation horizontal (H)/ vertikal (V) |
| ----- | -------------- | -------------------------------------- | -------- | -------------------------------------- | ----------------------------------------- |
| 11    | 217,25         | Das Erste (NDR)                        | 90       | ND                                     | H                                         |
| 29    | 535,25         | NDR Fernsehen (Mecklenburg-Vorpommern) | 450      | ND                                     | H                                         |
| 54    | 735,25         | ZDF                                    | 100      | ND                                     | H                                         |